# Sujumbike-Turm

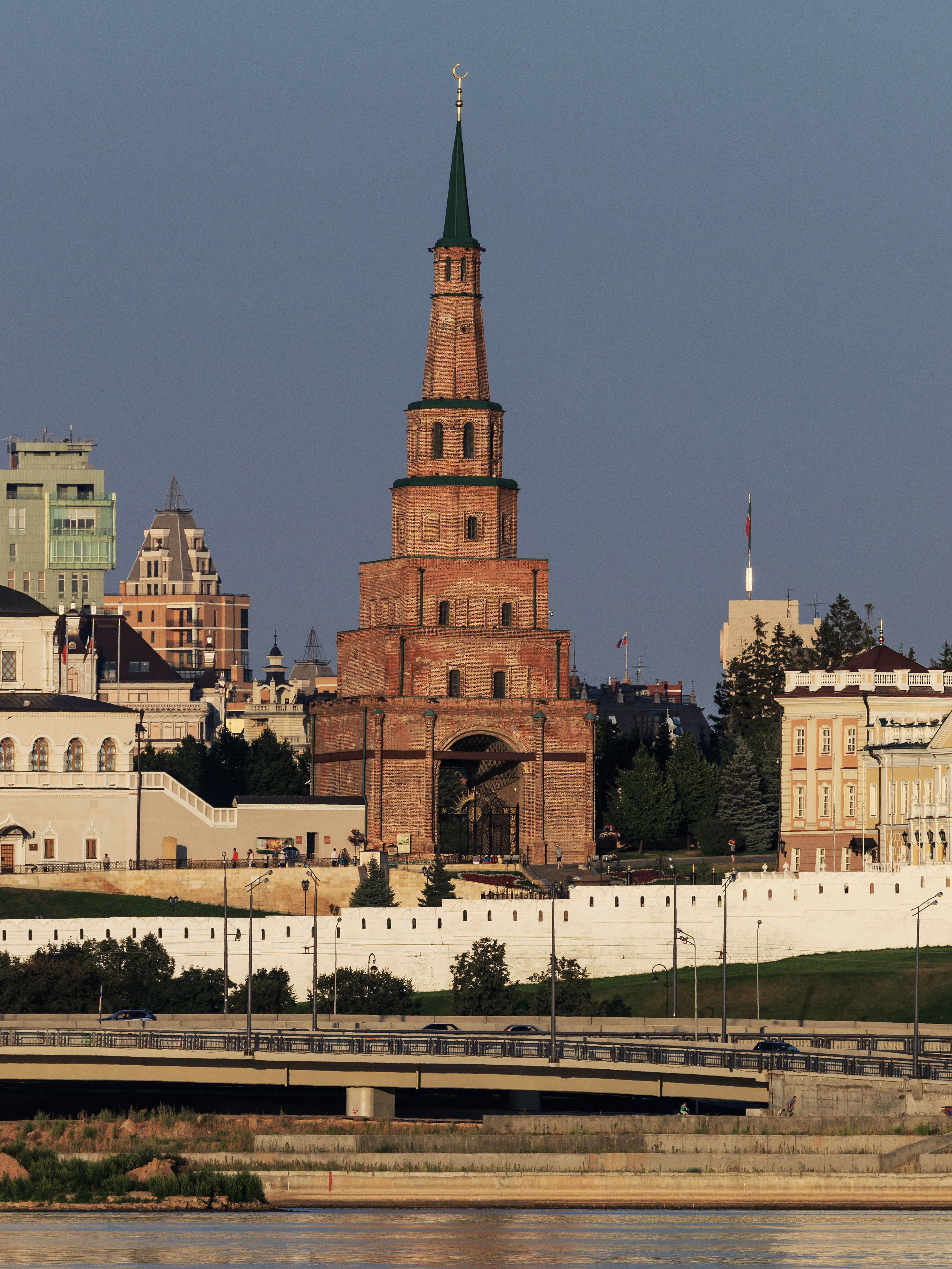
Sujumbike-Turm

Der Sujumbike-Turm (tatarisch Сөембикә манарасы / Söyembikä Manarası; russisch башня Сююмбике / Baschnja Sjujumbike) ist ein Turm im Kasaner Kreml und ein wichtiges Wahrzeichen der Stadt. Er wurde zwischen der zweiten Hälfte des 17. und dem frühen 18. Jahrhundert errichtet und nach der letzten Kasaner Herrscherin Sujumbike benannt.
Der Turm ist 58 m hoch und besteht aus sieben Stockwerken. Die ersten drei sind quadratisch, was den russischen Traditionen entspricht, die darüber liegenden sind achteckig, was für die tatarische Architektur typisch ist. Dies wird damit erklärt, dass die russischen Zaren versuchten, die zwei Kasaner Bevölkerungsgruppen (Russen und Tataren) und deren Religionen zu versöhnen. Überall in Kasan spürt man den Einfluss beider Kulturen. Im Inneren des Turmes sind die hölzernen Treppen aus dem 18. Jahrhundert erhalten geblieben. Die Geländer sind mit arabischen Ornamenten verziert. Während des Zarenreichs befand sich auf der Turmspitze ein Doppeladler, zu Sowjetzeiten ein Roter Stern und heute ist dort eine Mondsichel montiert.
Mit einer Abweichung von 1,98 m in der Vertikalen wird der Sujumbike-Turm zu den Schiefen Türmen gezählt. Dies liegt daran, dass sich die westlichen Teile des Turms auf den Fundamenten eines tatarischen Wachturms befinden, während die östliche Hälfte auf nichtverdichtetem Boden steht. Im 20. Jahrhundert wurden mehrfach Stabilisierungsarbeiten vorgenommen, es gelang dabei, die weitere Absenkung zu stoppen.
Unter dem Turm wurden 1977 die Sarkophage der tatarischen Khane gefunden, hinter dem Turm gibt es heute ein Mausoleum. Der Platz am Turm war immer eine heilige Stelle für die Kasaner Moslems.
Um den Turm rankt sich eine Legende, die ihn mit der Erstürmung Kasans durch die russischen Truppen im Jahr 1552 verknüpft. Sie berichtet, Sujumbike, die letzte Kasaner Herrscherin, sei so schön und klug gewesen, dass ausländische Reisende berichteten, es gebe in Moskau kaum eine klügere und schönere Frau. Die Legende erzählt auch, dass Iwan IV. nur wegen Sujumbike das Khanat Kasan erobern wollte. Er bat um ihre Hand, aber sie gab ihm einen Korb. So stand Iwan IV. mit seinen Truppen an den Kremlmauern. Sujumbike gab dann doch ihr Jawort, aber dabei stellte sie eine Bedingung: In sieben Tagen sollte der russische Zar den größten Turm in der Stadt bauen. Nach sieben Tagen war der Turm fertig. Vor der Hochzeit bat Sujumbike um die Erlaubnis nach oben zu steigen, um sich von der Stadt zu verabschieden. Aber als sie die Stadt von oben sah, verstand sie, dass es außerhalb ihrer Kräfte stand, die Stadt zu verlassen, und sie stürzte sich vom Turm in den Tod. Soweit die Legende – in Wirklichkeit wurde Sujumbike mit ihrem minderjährigen Sohn als Geisel nach Moskau verschleppt und starb dort etwa 1554.